# Ehli-Nikkal
Ehli-Nikkal (przełom XIII/XII w. p.n.e.) – księżniczka hetycka, najprawdopodobniej córka Suppiluliumy II. Wyszła za mąż za Ammurapiego, króla Ugarit, który później się z nią rozwiódł. W negocjacjach rozwodowych  pośredniczył Talmi-Teszup, hetycki wicekról Karkemisz. Ehli-Nikkal wyszła za mąż ponownie, tym razem za Tanhuwatasza, króla Habisze.